# ウィリアム・トレンチ (第3代クランカーティ伯爵)
第2代フースデン侯爵および第3代クランカーティ伯爵ウィリアム・トマス・ル・プア・トレンチ（英語: William Thomas Le Poer Trench, 3rd Earl of Clancarty, 2nd Marquess of Heusden、1803年9月21日 – 1872年4月26日）は、アイルランド貴族。ダンロー子爵の儀礼称号を使用した。

## 生涯
第2代クランカーティ伯爵リチャード・ル・プア・トレンチと妻ヘンリエッタ・マーガレット（Henrietta Margaret、旧姓ステイプルス（Staples）、1770年ごろ – 1847年12月30日、ジョン・ステイプルスの娘）の息子として、1803年9月21日にキルデア県カースルタウンで生まれた。エセックスのグレート・ダンモウで家庭教師による教育を受けた後、1821年6月19日にケンブリッジ大学セント・ジョンズ・カレッジに入学、1823年にM.A.の学位を修得した。
1837年11月24日に父が死去すると、クランカーティ伯爵位を継承した。また、父はオランダ貴族の爵位であるフースデン侯爵に叙されており、トレンチはこの侯爵位も継承した。
政治では保守党に属した。
領地管理では借地人がコテージを建てるときにその支出の3分の2を支払い、輪作の採用を支援した。ジャガイモ飢饉が勃発すると、住民への支援として100人を追加雇用した。
長い闘病生活を経て、1872年4月26日にダブリン県モンクスタウンで死去、息子リチャード・サマセットが爵位を継承した。

## 家族
1832年12月8日、サラ・ジュリアナ・バトラー（Sarah Juliana Butler、1812年7月29日 – 1905年4月28日、第3代キャリック伯爵サマセット・リチャード・バトラーの娘）と結婚、4男2女をもうけた。
- リチャード・サマセット・ル・プア（英語版）（1834年1月13日 – 1891年5月29日） - 第4代クランカーティ伯爵[1]
- フレデリック・ル・プア（1835年2月10日 – 1913年12月17日） - 1883年2月6日、ハリエット・メアリー・トレンチ（Harriet Mary Trench、1884年7月16日没、第2代アシュタウン男爵フレデリック・メイソン・トレンチの娘）と結婚、子供なし。1891年、キャサリン・シンプソン（Catherine Simpson、1925年2月19日没、ジョージ・シンプソンの娘）と再婚、子供あり[5]
- ウィリアム・ル・プア（英語版）（1837年6月17日 – 1920年9月16日） - 1864年4月21日、ハリエット・マリア・ジョージナ・マーティンズ（Harriet Maria Georgina Martins、1909年2月24日没、サー・ウィリアム・マーティンズの娘）と結婚、子供あり[4][6]
- アン・ル・プア（1839年3月27日[7] – 1924年3月12日） - 1867年4月30日、フレデリック・シドニー・チャールズ・トレンチ閣下（Hon. Frederick Sidney Charles Trench、1839年4月18日 – 1879年3月2日、第2代アシュタウン男爵フレデリック・メイソン・トレンチの息子）と結婚、子供あり[8]
- パワー・ヘンリー・ル・プア（1841年5月11日 – 1899年4月30日） - 外交官、生涯未婚[4]
- サラ・エミリー・グレース・ル・プア（1843年12月6日[7] – 1875年8月2日） - 1871年2月21日、ジョン・メルヴィル・ハッチェル（John Melville Hatchell）と結婚[4]